# کلنوونیک (پوژارواتس)
کلنوونیک (به صربی: Klenovnik) یک منطقهٔ مسکونی در صربستان است که در ناحیه برانیچوو واقع شده‌است. کلنوونیک ۹۰۴ نفر جمعیت دارد.